# ツルタ薬品
ツルタ薬品株式会社（つるたやくひん）は、兵庫県神戸市灘区灘北通9-1-22に本社を置く、医薬品卸売業であった。現在はスズケンである。

## 概要
- 代表取締役社長 長谷川一雄
- 資本金　3,250万円
- 取引銀行　三和銀行・北海道拓殖銀行 ・神戸銀行・第一勧業銀行

## 沿革
- 1912年（明治45年）4月 - 「ツルタ薬局」創業
- 1948年（昭和23年） - 「ツルタ薬品株式会社」に商号変更
- 1986年（昭和61年）3月 - 「湊川薬品株式会社」と資本金1億円で合併し「湊川ツルタ薬品株式会社」と商号変更

## 主な取引メーカー
- 塩野義製薬　等